# کلود کینگ
کلود کینگ (انگلیسی: Claude King؛ ۵ فوریهٔ ۱۹۲۳ – ۷ مارس ۲۰۱۳) یک خواننده موسیقی کانتری و ترانه‌سرا اهل ایالات متحده آمریکا بود.